# Spiloxene pusilla
Spiloxene pusilla är en enhjärtbladig växtart som beskrevs av Deirdré Anne Snijman. Spiloxene pusilla ingår i släktet Spiloxene och familjen Hypoxidaceae. Inga underarter finns listade i Catalogue of Life.